# Ali Al-Saqr
Ali Al-Saqr, född 7 juli 1996 i Basra, Irak, är en svensk filmregissör och manusförfattare. Vid TellUs Filmfestival utsågs hans film False Awakening till Bästa VFX. Han har via YouTube kanalen Handsome Pictures över 3 miljoner visningar och har en av Sveriges mest sedda film DU och JAG med över 2 miljoner visningar.

## Biografi
Ali Al-Saqr är född i Irak och är uppvuxen i Sverige. Han inledde sin karriär som olika former av assistent till en rad filmproduktioner på bland annat Sveriges Television.

## Filmer i urval
- 2016 – Välkommen till Karlskrona (webbserie)
- 2017 – DU och JAG
- 2017 – False Awakening (Kortfilm)
- 2021 – Bli Min